# Festival de la Cançó Caribenya
El Festival de la Cançó Caribenya és una competició anual de cançons celebrada entre els països de la Unió de Radiodifusió Caribenya (URC). És la competició de cançons millor valorada del Carib. Sovint, es refereix com el Festival de la Cançó d'Eurovisió, i en ocasions anomenat erròniament el Festival de la URC.
Cada illa i país participants realitzen una final nacional on es tria un guanyador. Aquesta s'emet en viu en la competició nacional per les estacions de televisió dels membres de la URC. El guanyador d'aquesta final es presentarà llavors a la competició. Al festival, el finalista representa el seu país.
El programa ha estat emès en viu des que es va estrenar en 1984.